# Victoria, Chile
Victoria är en ort i Chile.   Den ligger i provinsen Provincia de Malleco och regionen Región de la Araucanía, i den södra delen av landet, 600 km söder om huvudstaden Santiago de Chile. Victoria ligger 355 meter över havet och antalet invånare är 24 555.
Terrängen runt Victoria är platt, och sluttar brant västerut. Det finns inga andra samhällen i närheten.
I omgivningarna runt Victoria växer i huvudsak blandskog. Runt Victoria är det ganska glesbefolkat, med 24 invånare per kvadratkilometer.